# U-Bahnhof Borgweg

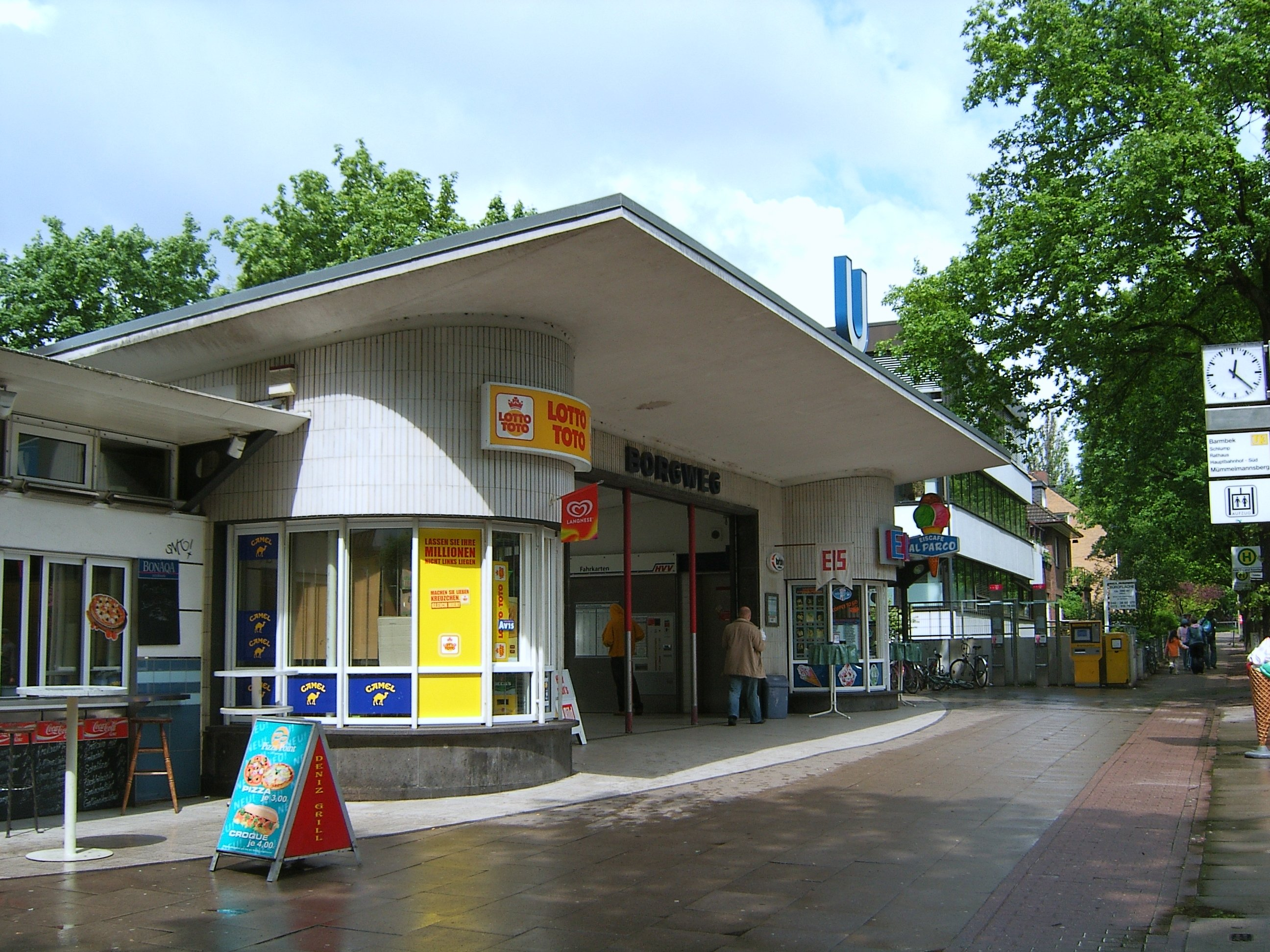
1953 gebautes Zugangsgebäude der Station

Der U-Bahnhof Borgweg ist eine Haltestelle der Hamburger U-Bahn-Linie U3 im Stadtteil Winterhude. Das Kürzel der Station bei der Betreiber-Gesellschaft Hamburger Hochbahn lautet „BO“. Im Jahr 2019 hatte die Station werktags im Durchschnitt 13.334 Ein- und Aussteiger.

## Aufbau
Die Haltestelle befindet sich im Einschnitt direkt südlich des Hamburger Stadtparks. Die Anlage verfügt über einen 90 Meter langen Mittelbahnsteig, an dessen Ostseite die einzige Zugangsmöglichkeit besteht. Treppen und ein Aufzug führen in das Zugangsgebäude.
Die Station wurde ursprünglich bereits 1912 als Teil der Ringlinie (heute U3) eröffnet. Das damals errichtete Zugangsgebäude überstand den Zweiten Weltkrieg nicht, 1953 musste daher ein Neubau errichtet werden. Dieser wurde im Zuge einer Sanierung der gesamten Anlage im Jahr 1994 vollständig renoviert. Bei der Sanierung erhielt die Station auch ein neues, transparentes Bahnsteigdach und wurde barrierefrei ausgebaut, wobei bei der Gestaltung der Oberflächen besonders die Bedürfnisse von Sehbehinderten berücksichtigt wurden. In der Umgebung befinden sich mehrere Einrichtungen für Sehbehinderte.
Eine in den 1960ern und 1970ern geplante U-Bahn-Linie 4 Sengelmannstraße–Uhlenhorst–Altona–Lurup sollte an der Station Borgweg die U3 kreuzen. Dafür war ein zusätzlicher Bahnsteig im Tunnel unterhalb der bestehenden Anlage, etwa im 90-Grad-Winkel zur U3, angedacht. Die Linie wurde nie realisiert, ist aber nach wie vor im Hamburger Flächennutzungsplan enthalten.

## Ausbau für Linie U5
Die Station soll an die künftige U-Bahn-Linie U5 angeschlossen werden und so direkte Verbindungen u. a. in die City Nord, nach Steilshoop und Bramfeld sowie eine schnellere Verbindung zum Hauptbahnhof erhalten. Die Planungen sehen ein zusätzliches, unterirdisches Stationsbauwerk in der Achse der Barmbeker Straße südwestlich der Bestandsanlage der U3 vor. Die Station soll zweigleisig ausgeführt werden und einen rund 120 Meter langen Mittelbahnsteig erhalten. Die Verbindung zwischen den Stationsteilen von U3 und U5 soll über ein neues Eingangsgebäude mit einer Verbindungsbrücke über das südliche Gleis des Rings sowie direkt über einen Tunnel erfolgen und an das westliche Ende des hierfür zu verlängernden Bahnsteigs der U3 anschließen.
Eine weitere geprüfte Variante für die Tunnelstation sah eine Lage östlich der heutigen U3-Anlage unter dem Borgweg vor. Diese schied jedoch aufgrund der weniger vorteilhaften Umsteigebeziehung zwischen den beiden Linien, der besseren Erschließungswirkung der Südwestvariante und des geringeren Eingriffs in die bestehende Grünkulisse aus.
Der Ausbau ist Teil des zweiten Bauabschnitts der U5. Im Mai 2024 wurde bekannt, dass diese Station aber schon zusammen mit der Komplettinbetriebnahme des ersten Bauabschnitts eröffnet werden soll.

## Anbindung
Am Bahnhof Borgweg besteht ein Übergang zu verschiedenen Buslinien, darunter die Metrobus-Linie 6, die über die Uhlenhorst in die Innenstadt fährt.
| Linie | Verlauf |
| ----- | --- |
| U 3   | Barmbek – Saarlandstraße – Borgweg (Stadtpark) – Sierichstraße – Kellinghusenstraße – Eppendorfer Baum – Hoheluftbrücke – Schlump – Sternschanze – Feldstraße (Heiligengeistfeld) – St. Pauli – Landungsbrücken – Baumwall (Elbphilharmonie) – Rödingsmarkt – Rathaus – Mönckebergstraße – Hauptbahnhof Süd – Berliner Tor – Lübecker Straße – Uhlandstraße – Mundsburg – Hamburger Straße – Dehnhaide – Barmbek – (in Planung Fuhlsbüttler Straße –) Habichtstraße – Wandsbek-Gartenstadt |